# Feast of Wire
| Совокупная оценка    | Совокупная оценка |
| Источник             | Оценка            |
| -------------------- | ----------------- |
| Metacritic           | 86/100            |
| Оценки критиков      |                   |
| Источник             | Оценка            |
| AllMusic             | [ 1 ]             |
| Alternative Press    | 5/5               |
| The Boston Phoenix   | [ 4 ]             |
| Entertainment Weekly | B+                |
| The Guardian         | [ 6 ]             |
| Mojo                 | [ 7 ]             |
| Pitchfork            | 8.9/10            |
| Q                    | [ 9 ]             |
| Rolling Stone        | [ 10 ]            |
| Uncut                | [ 11 ]            |

Feast of Wire — четвёртый студийный альбом американской инди-рок-группы Calexico, вышедший 18 февраля 2003 года на лейбле Quarterstick Records, дочернем подразделении Touch and Go Records. Альбом спродюсировали Джоуи Бёрнс и Джон Конвертино, два основных участника группы и Крейг Шумахер.

## Композиции
Группа Calexico в своём альбоме Feast of Wire предлагает набор новых и старых звуков от, включая более поп-ориентированный подход к их и без того эклектичному стилю, а также некоторые другие звуковые повороты. Хотя в альбоме много атмосферных интерлюдий, характерных для предыдущих работ группы, таких как хлюпающая фортепианная «Stucco» и движимая виолончелью и педальными слайд-гитарами «Whipping the Horse’s Eye», общее ощущение от Feast of Wire — это сдержанность и утончённость. Самая длинная песня альбома, великолепный фьюжн в стиле фильм-нуар/спагетти-вестерн «Black Heart», длится чуть меньше пяти минут. Тем не менее, короткие композиции оказывают большее влияние: «Sunken Waltz» рисует виньетку юго-западного отчаяния с помощью только акустической гитары, матовых барабанов, аккордеона и вокала Джоуи Бёрнса. На Feast of Wire голос Бёрнса играет более значительную роль, чем в предыдущих альбомах Calexico, добавляя скромное очарование таким масштабным песням, как «Quattro (World Drifts In)». Несмотря на кажущуюся ограниченность, маленький, пересохший инструмент Бёрнса удивительно многогранен: он придаёт дилановский оттенок вышеупомянутой «Black Heart» и тягучесть лилейной техасско-мексиканской мелодии «Across the Wire». Вокал Бёрнса также доминирует в самых уникальных моментах Feast of Wire: «Stevie Nicks», удивительно солнечная фолк-роковая композиция, и тихая альт-кантри «Woven Birds». Более традиционная, инструментальная музыка звучит в «Dub Latina», «Pepita» и «Guero Canelo». Вторая половина Feast of Wire включает китчево-крутую «Attack el Robot! Attack!», которая с её хрустящими барабанами и булькающими синтезаторами звучит так, как будто она могла бы быть взята из мексиканского научно-фантастического фильма; шаркающий латинский бит, педальная сталь и рожки в «Close Behind» придают ей ощущение Морриконе и Мариачи, что делает её квинтэссенцией Calexico; а «Crumble» развивает дымную, джазовую сторону их звука, которую они начали серьёзно развивать на The Hot Rail.

## Отзывы
Альбом получил положительные отзывы музыкальных критиков. Джо Тангари из Pitchfork назвал Feast of Wire «первым по-настоящему мастерским полноформатником Calexico, наполненным непосредственным песенным мастерством, сменяющимися настроениями и беспредельными исследованиями», а также «альбомом, о котором мы всегда знали, что он есть, но боялись, что он никогда не выйдет».
Хизер Фарес из AllMusic отметил, что «В руках менее сильной группы все эти разнообразные звуки, которые Calexico исследуют на Feast of Wire, могли бы привести к мешанине в альбоме, но, к счастью для них и их поклонников, это одна из их самых совершенных и захватывающих работ».

## Список композиций
| №                   | Название                                              | Длительность |
| ------------------- | ----------------------------------------------------- | ------------ |
| 0.                  | Без названия (pregap (скрытый инструментальный трек)) | 2:16         |
| 1.                  | «Sunken Waltz»                                        | 2:27         |
| 2.                  | «Quattro (World Drifts In)»                           | 4:36         |
| 3.                  | «Stucco»                                              | 0:20         |
| 4.                  | «Black Heart»                                         | 4:48         |
| 5.                  | «Pepita»                                              | 2:36         |
| 6.                  | «Not Even Stevie Nicks...»                            | 2:42         |
| 7.                  | «Close Behind»                                        | 2:51         |
| 8.                  | «Woven Birds»                                         | 3:46         |
| 9.                  | «The Book and the Canal»                              | 1:45         |
| 10.                 | «Attack el Robot! Attack!»                            | 3:17         |
| 11.                 | «Across the Wire»                                     | 3:25         |
| 12.                 | «Dub Latina»                                          | 2:19         |
| 13.                 | «Güero Canelo»                                        | 2:57         |
| 14.                 | «Whipping the Horse's Eyes»                           | 1:24         |
| 15.                 | «Crumble»                                             | 3:54         |
| 16.                 | «No Doze»                                             | 4:21         |
| Общая длительность: | Общая длительность:                                   | 49:44        |

| №                   | Название                              | Длительность |
| ------------------- | ------------------------------------- | ------------ |
| 17.                 | «Corona» (Minutemen cover)            | 3:19         |
| 18.                 | «Si tu disais» (Françoiz Breut cover) | 3:25         |
| 19.                 | «Fallin' Rain» (Link Wray cover)      | 5:19         |
| Общая длительность: | Общая длительность:                   | 1:01:47      |

## Чарты
| Чарт                                | Высшая позиция |
| ----------------------------------- | -------------- |
| Великобритания (UK Albums, OCC)     | 71             |
| США (Heatseekers Albums, Billboard) | 45             |
| США (Independent Albums, Billboard) | 23             |